# Ghetto de Nagyvárad

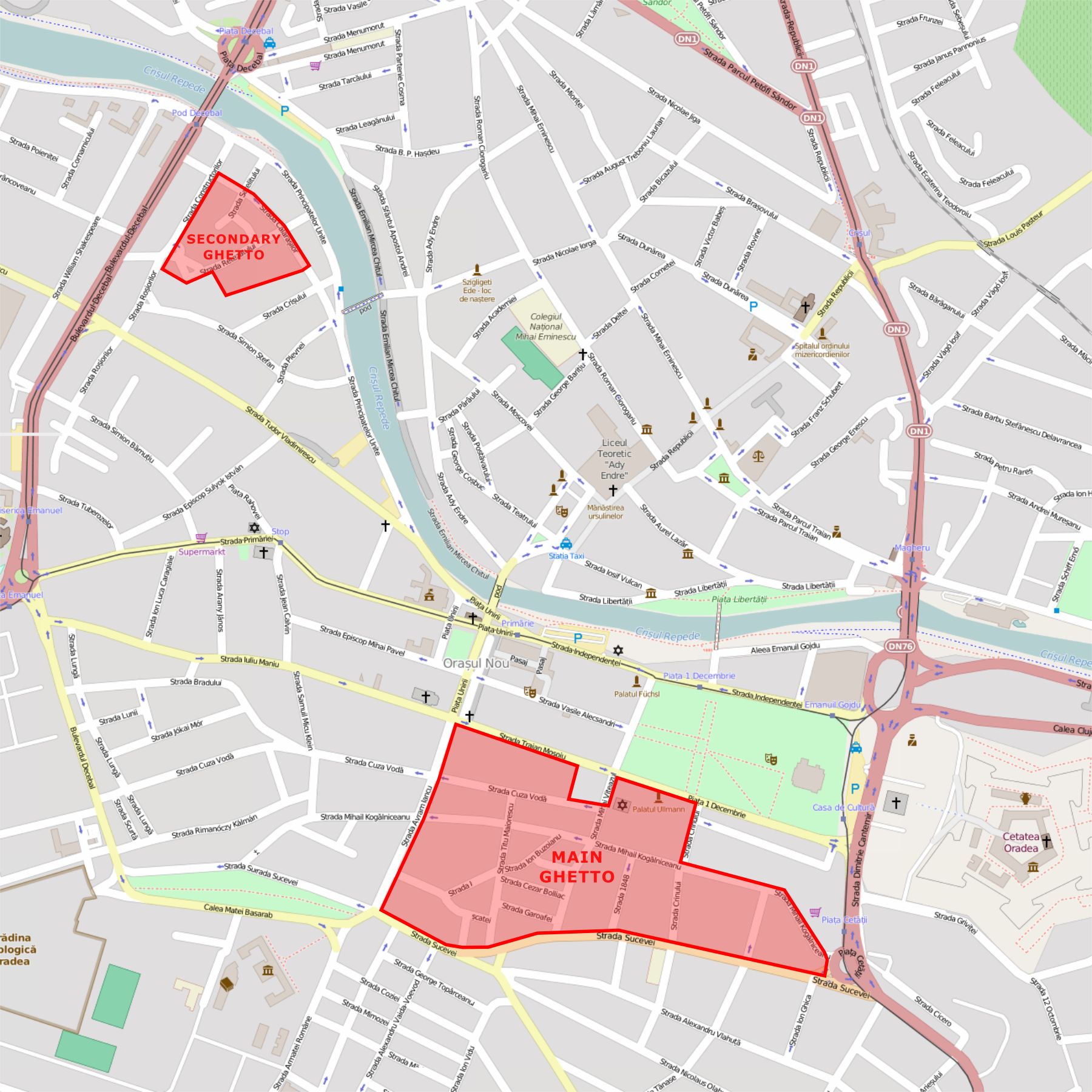
Carte des deux ghettos de Nagyvárad à Oradea.

Les deux ghettos de Nagyvárad faisaient partie des ghettos juifs mis en place par les autorités hongroises sur incitation de l’Allemagne nazie pendant la Seconde Guerre mondiale. Ils étaient situés dans la ville de Nagyvárad (en roumain : Oradea) dans le comitat de Bihor, en Transylvanie du Nord redevenue hongroise à la suite du deuxième arbitrage de Vienne de 1940.

## Descriptif
Le gouvernement hongrois de Miklós Horthy ne traite pas les 725 000 juifs vivant en Hongrie en 1941 de manière égale : conformément au décret du 12 juillet 1941, la moitié d’entre eux, restés citoyens hongrois en 1918-1920 après le traité de Trianon, est soumise à diverses restrictions et persécutions (y compris les 58 320 devenus chrétiens) mais échappe jusqu'en 1944 à la déportation en Allemagne tandis que l’autre moitié (juifs de langue hongroise, allemande ou yiddish ayant été dans l'entre-deux-guerres citoyens tchécoslovaques, roumains ou yougoslaves et ne recevant pas la citoyenneté hongroise aux arbitrages de Vienne) est apatride, regroupée en ghettos et susceptible d'être déportée.
Au printemps 1944, Miklos Horthy, à mesure que l'Armée rouge soviétique avance vers la Hongrie, tente des contacts informels avec les Alliés mais donne aussi des gages aux nazis en durcissent sa politique antisémite. Le ghetto de Nagyvárad a été actif du printemps à l'été 1944 : le dernier transport de déportés de Nagyvárad vers Auschwitz, dans lequel a été déportée Éva Heyman, a lieu en juin 1944. En octobre 1944 Horthy est remplacé par Ferenc Szálasi qui n'a rien à refuser aux nazis : la Wehrmacht allemande occupe alors la Hongrie.